# Edward Potts
Edward William Potts (12. juli 1881 – 15. september 1944) var en britisk gymnast som deltog under OL 1908 i London og OL 1912 i Stockholm. 
Potts vandt en bronzemedalje i gymnastik under OL 1912 i Stockholm. Han var med på det britiske hold som kom på en tredjeplads i holdkonkurrencen i multikamp efter Italien og Ungarn. Der var fem hold fra fem lande som var med i konkurrencen, som blev afholdt på Stockholms Stadion. Der var mellem 16 og 40 deltagere på hvert hold. 